# Woignarue
Woignarue est une commune française située dans le département de la Somme, en région Hauts-de-France.
Depuis juillet 2020, la commune fait partie du parc naturel régional Baie de Somme - Picardie maritime.

## Géographie

### Localisation
Woignarue est un village picard du Vimeu.
À vol d'oiseau, la localité est située à 4 km au nord-ouest de Friville-Escarbotin, 9 km au nord-est d'Eu-Le Tréport, 9 km au nord-est de Mers-les-Bains, 24 km à l'ouest d'Abbeville, 36 km au nord-est de Dieppe et à 62 km au nord-ouest d'Amiens.
Le territoire de la commune est limitrophe de ceux de six communes.
Les communes limitrophes sont Allenay, Ault, Bourseville, Brutelles, Cayeux-sur-Mer et Friaucourt.

### Risques naturels
La commune présente un risque de submersion marine.

### Hydrographie

#### Réseau hydrographique
La commune est située dans le bassin Artois-Picardie. Elle est drainée par l'Hable d'Ault, l'Haulle, le canal de Lanchère S Sud et divers autres petits cours d'eau.
Le Hâble d'Ault, d'une longueur de 13 km, prend sa source dans la commune  et se jette  dans la Somme canalisée en limite des communes de Cayeux-sur-Mer et de Lanchères.

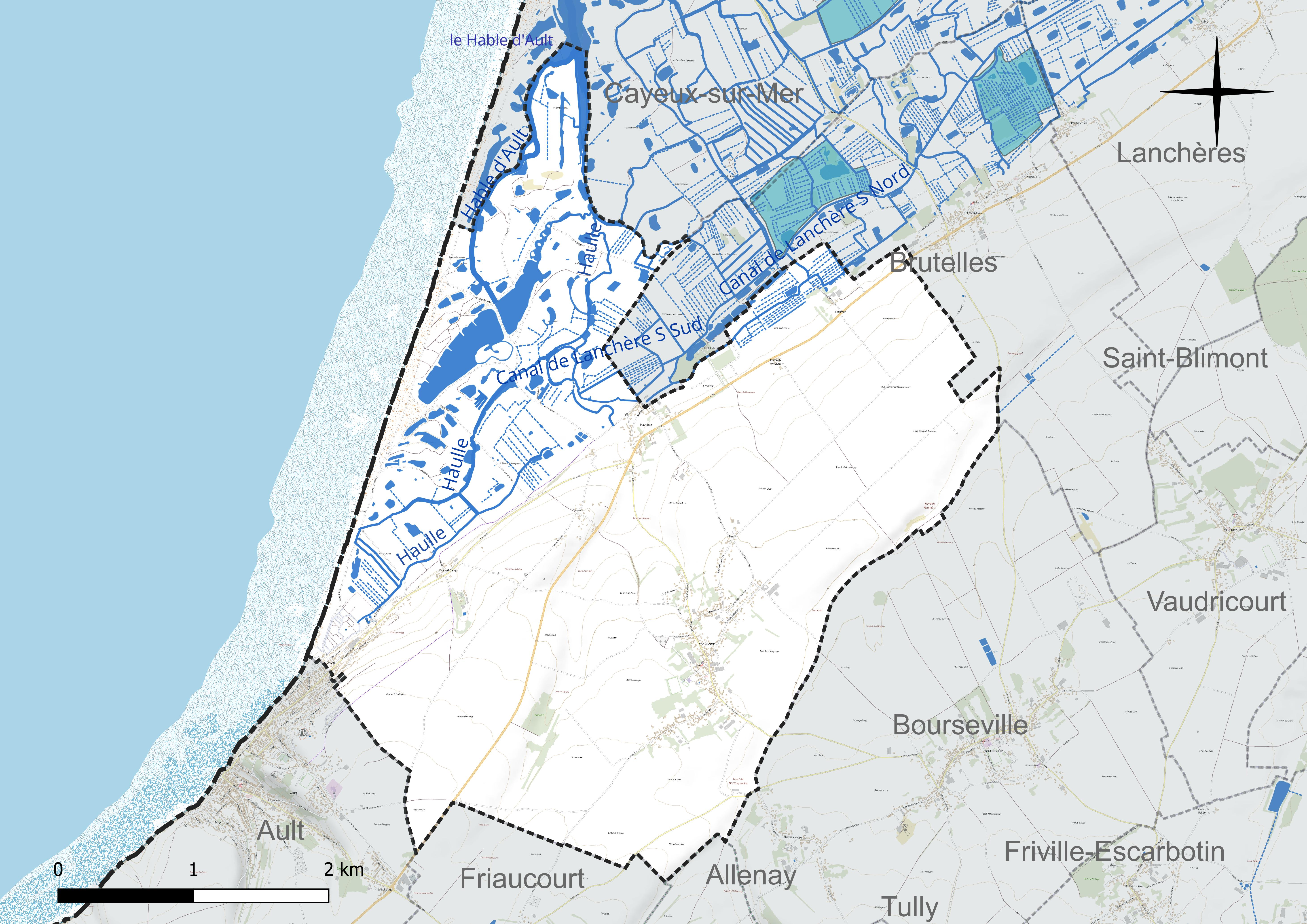
Réseau hydrographique de Woignarue.

#### Gestion et qualité des eaux
Le territoire communal est couvert par le schéma d'aménagement et de gestion des eaux (SAGE) « Somme aval et Cours d'eau côtiers ». Ce document de planification concerne un territoire de 1 835 km2 de superficie, délimité par le bassin versant de la Somme canalisée. Le périmètre a été arrêté le 29 avril 2010 et le SAGE proprement dit a été approuvé le 6 août 2019. La structure porteuse de l'élaboration et de la mise en œuvre est le syndicat mixte d'aménagement hydraulique du bassin versant de la Somme (AMEVA).
La qualité des cours d'eau peut être consultée sur un site dédié géré par les agences de l'eau et l'Agence française pour la biodiversité.

### Climat
Pour des articles plus généraux, voir Climat des Hauts-de-France et Climat de la Somme.
En 2010, le climat de la commune est de type climat océanique franc, selon une étude du CNRS s'appuyant sur une série de données couvrant la période 1971-2000. En 2020, Météo-France publie une typologie des climats de la France métropolitaine dans laquelle la commune est exposée à un climat océanique et est dans la région climatique Côtes de la Manche orientale, caractérisée par un faible ensoleillement (1 550 h/an) ; forte humidité de l'air (plus de 20 h/jour avec humidité relative > 80 % en hiver), vents forts fréquents.
Pour la période 1971-2000, la température annuelle moyenne est de 10,4 °C, avec une amplitude thermique annuelle de 12,9 °C. Le cumul annuel moyen de précipitations est de 840 mm, avec 12,1 jours de précipitations en janvier et 8,7 jours en juillet. Pour la période 1991-2020, la température moyenne annuelle observée sur la station météorologique la plus proche, située sur la commune de Cayeux-sur-Mer à 8 km à vol d'oiseau, est de 11,4 °C et le cumul annuel moyen de précipitations est de 761,1 mm,. Pour l'avenir, les paramètres climatiques de la commune estimés pour 2050 selon différents scénarios d'émission de gaz à effet de serre sont consultables sur un site dédié publié par Météo-France en novembre 2022.

## Urbanisme

### Typologie
Au 1er janvier 2024, Woignarue est catégorisée commune rurale à habitat dispersé, selon la nouvelle grille communale de densité à sept niveaux définie par l'Insee en 2022.
Elle est située hors unité urbaine. Par ailleurs la commune fait partie de l'aire d'attraction de Friville-Escarbotin, dont elle est une commune de la couronne,. Cette aire, qui regroupe 33 communes, est catégorisée dans les aires de moins de 50 000 habitants,.
La commune, bordée par la Manche, est également une commune littorale au sens de la loi du 3 janvier 1986, dite loi littoral. Des dispositions spécifiques d'urbanisme s'y appliquent dès lors afin de préserver les espaces naturels, les sites, les paysages et l'équilibre écologique du littoral, tel le principe d'inconstructibilité, en dehors des espaces urbanisés, sur la bande littorale des 100 mètres, ou plus si le plan local d'urbanisme le prévoit.

### Occupation des sols
L'occupation des sols de la commune, telle qu'elle ressort de la base de données européenne d'occupation biophysique des sols Corine Land Cover (CLC), est marquée par l'importance des territoires agricoles (77,7 % en 2018), en augmentation par rapport à 1990 (75,8 %). La répartition détaillée en 2018 est la suivante :
terres arables (56,3 %), prairies (17,9 %), zones humides côtières (17,5 %), zones agricoles hétérogènes (3,5 %), zones urbanisées (3,1 %), eaux maritimes (1,8 %). L'évolution de l'occupation des sols de la commune et de ses infrastructures peut être observée sur les différentes représentations cartographiques du territoire : la carte de Cassini (XVIIIe siècle), la carte d'état-major (1820-1866) et les cartes ou photos aériennes de l'IGN pour la période actuelle (1950 à aujourd'hui).

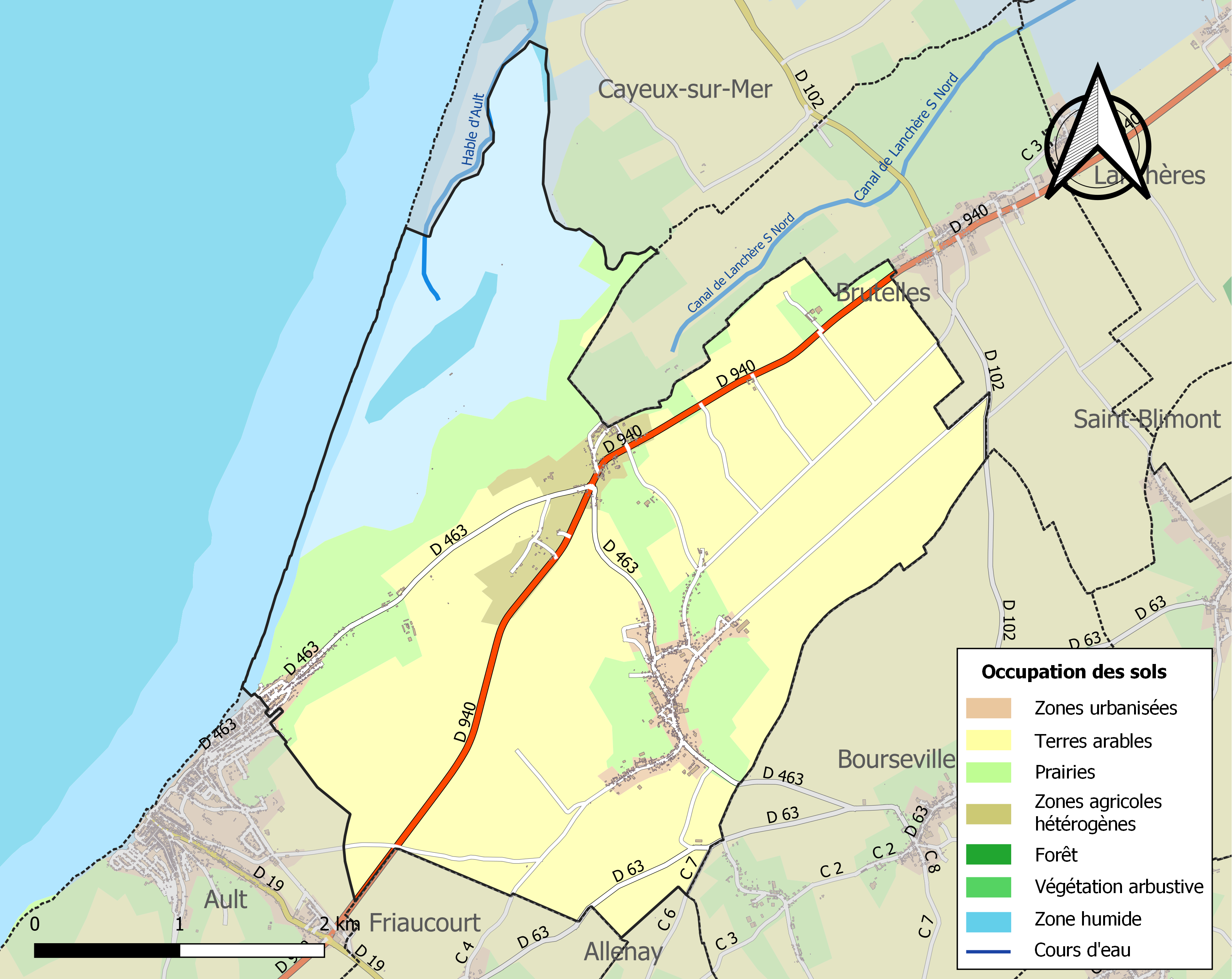
Carte des infrastructures et de l'occupation des sols de la commune en 2018 (CLC).

### Lieux-dits, hameaux et écarts
La commune compte plusieurs hameaux : Onival, Hautebut et Les Blancarts.

### Voies de communication et transports
En 2019, elle est desservie par la ligne d'autocars no 5 (Cayeux - Friville-Escarbotin - Abbeville) du réseau Trans'80, Hauts-de-France, chaque jour de la semaine sauf le dimanche et les jours fériés.

## Toponymie
Le nom de la localité est attesté sous les formes Warnier-rue (1301) ; Waignerue (1522) ; Warmerue (1646) ; Weignerue (1648) ; Waigne-Rue (1657) ; Waignarue (1695) ; Oigne en rue (1756) ; Woignarue (1728) ; Vanierue (1761) ; Ouyganre (1764) ; Waignorue (1764) ; Voignarue (1764) ; Vaigarue (1778) ; Wignarue (1773).

## Histoire
De nombreux vestiges gallo-romains ont été trouvés sur le territoire communal.
La seigneurie était tenue par l'abbaye de Saint-Valery.
François d'Amerval, écuyer, seigneur en partie de Montigny-en-Vimeu (fief à Citernes), habitait Woignarue en 1660. Les frères Le Prévost, Charles et Antoine, écuyers, seigneurs du Romerel (fief, sans doute à Saint-Valery-sur-Somme), y habitaient en 1693.

## Politique et administration

### Liste des maires
| Période                                  | Période                      | Identité                  | Étiquette | Qualité                 |
| ---------------------------------------- | ---------------------------- | ------------------------- | --------- | ----------------------- |
| Les données manquantes sont à compléter. |                              |                           |           |                         |
| vers 1811                                | vers 1811                    | François Claude Cardinaux |           |                         |
| 1826                                     | 1832                         | Pierre Boullenger         |           | cultivateur             |
| 1832                                     | 1838                         | Jacques Freté             |           | cultivateur             |
| 1838                                     | 1848                         | François Ducrocq          |           | cultivateur             |
| 1848                                     | 1871                         | Jean-Baptiste Barbe       |           | maréchal                |
| 1871                                     | 1890                         | Pierre Boullenger         |           | cultivateur             |
| 1890                                     | 1894                         | Joseph Amand Joly         |           | cultivateur             |
| 1894                                     | 1907                         | Victor Joseph Opaix       |           | serrurier-épicier       |
| 1907                                     | 1922                         | Désiré Boullenger         |           | cultivateur             |
| 1922                                     | 1925                         | Edmond Becquet            |           | cultivateur             |
| 1925                                     | 1935                         | Ricard Delahaotte         |           | marchand de porcs       |
| 1935                                     | 1941                         | François Defacque         |           | horloger                |
| 1941                                     | 1947                         | Joseph Defacque           |           | cultivateur             |
| Les données manquantes sont à compléter. |                              |                           |           |                         |
| 1947                                     | mars 1959                    | Léon Depoilly             |           | cultivateur             |
| mars 1959                                | mars 1965                    | Ricard Devillers          |           | cultivateur             |
| mars 1965                                | mars 1977                    | Jacques Lambert           |           | négociant en cartonnage |
| mars 1977                                | mars 1983                    | Guy Lejeune               |           | cordonnier              |
| mars 1983                                | mars 1989                    | Henri Mongrenier          |           | directeur d'école       |
| mars 1989                                | juin 1995                    | Christiane Laurens        |           | institutrice            |
| juin 1995                                | mars 2001                    | Claude Devillers          |           | agriculteur             |
| mars 2001                                | mars 2008                    | Didier Caru               | PCF       |                         |
| mars 2008                                | juillet 2020                 | Alain Hénocque            |           |                         |
| juillet 2020                             | En cours (au 6 juillet 2020) | Mme Dominique Mallet      |           |                         |

### Tendances politiques et résultats
| Scrutin              | 1er tour | 1er tour | 1er tour | 1er tour | 1er tour | 1er tour | 1er tour | 1er tour | 1er tour | 1er tour | 1er tour | 1er tour |     | 2e tour | 2e tour | 2e tour | 2e tour | 2e tour | 2e tour | 2e tour | 2e tour | 2e tour |
| Scrutin              | 1er      | 1er      | %        | 2e       | 2e       | %        | 3e       | 3e       | %        | 4e       | 4e       | %        | 1er | 1er     | %       | 2e      | 2e      | %       | 3e      | 3e      | %       |         |
| -------------------- | -------- | -------- | -------- | -------- | -------- | -------- | -------- | -------- | -------- | -------- | -------- | -------- | --- | ------- | ------- | ------- | ------- | ------- | ------- | ------- | ------- | ------- |
| Départementales 2021 |          | RN       | 28,34    |          | UCD      | 28,01    |          | DVG      | 27,04    |          | UGE      | 16,61    |     |         | UCD     | 62,64   |         | UGE     | 37,36   |         |         |         |
| Régionales 2021      |          | UCD      | 50,98    |          | RN       | 29,74    |          | UGE      | 9,80     |          | LREM     | 4,25     |     | UCD     | 59,87   |         | RN      | 29,13   |         | UGE     | 11,00   |         |
| Présidentielle 2022  |          | RN       | 39,62    |          | LREM     | 24,00    |          | LFI      | 12,00    |          | REC      | 7,81     |     | RN      | 62,03   |         | LREM    | 37,97   |         |         |         |         |
| Législatives 2022    |          | LR       | 33,42    |          | RN       | 32,65    |          | LREM     | 13,37    |          | PCF      | 12,60    |     | LR      | 54,32   |         | RN      | 45,68   |         |         |         |         |
| Européennes 2024     |          | RN       | 44,33    |          | DVD      | 19,70    |          | RE       | 8,13     |          | PCF      | 5,91     |     |         |         |         |         |         |         |         |         |         |
| Législatives 2024    |          | RN       | 51,39    |          | LR       | 29,85    |          | PCF      | 13,22    |          | HOR      | 4,26     |     | RN      | 57,32   |         | LR      | 42,68   |         |         |         |         |

### Jumelage
Wehrden (Weser) (Allemagne),.

## Population et société

### Démographie

#### Évolution démographique
L'évolution du nombre d'habitants est connue à travers les recensements de la population effectués dans la commune depuis 1793. Pour les communes de moins de 10 000 habitants, une enquête de recensement portant sur toute la population est réalisée tous les cinq ans, les populations de référence des années intermédiaires étant quant à elles estimées par interpolation ou extrapolation. Pour la commune, le premier recensement exhaustif entrant dans le cadre du nouveau dispositif a été réalisé en 2008.

En 2022, la commune comptait 751 habitants, en évolution de −10,06 % par rapport à 2016 (Somme : −1,26 %, France hors Mayotte : +2,11 %).
| 1793 | 1800 | 1806 | 1821 | 1831 | 1836 | 1841 | 1846 | 1851 |
| ---- | ---- | ---- | ---- | ---- | ---- | ---- | ---- | ---- |
| 424  | 526  | 572  | 582  | 606  | 600  | 624  | 667  | 655  |

| 1856 | 1861 | 1866 | 1872 | 1876 | 1881 | 1886 | 1891 | 1896 |
| ---- | ---- | ---- | ---- | ---- | ---- | ---- | ---- | ---- |
| 674  | 706  | 712  | 720  | 753  | 719  | 732  | 755  | 789  |

| 1901 | 1906 | 1911 | 1921 | 1926 | 1931 | 1936 | 1946 | 1954 |
| ---- | ---- | ---- | ---- | ---- | ---- | ---- | ---- | ---- |
| 750  | 745  | 766  | 675  | 670  | 674  | 672  | 637  | 674  |

| 1962 | 1968 | 1975 | 1982 | 1990 | 1999 | 2006 | 2008 | 2013 |
| ---- | ---- | ---- | ---- | ---- | ---- | ---- | ---- | ---- |
| 711  | 762  | 756  | 735  | 708  | 735  | 793  | 810  | 845  |

| 2018 | 2022 | - | - | - | - | - | - | - |
| ---- | ---- | - | - | - | - | - | - | - |
| 797  | 751  | - | - | - | - | - | - | - |

#### Pyramide des âges
En 2018, le taux de personnes d'un âge inférieur à 30 ans s'élève à 27,6 %, soit en dessous de la moyenne départementale (36,4 %). À l'inverse, le taux de personnes d'âge supérieur à 60 ans est de 31,2 % la même année, alors qu'il est de 26,0 % au niveau départemental.
En 2018, la commune comptait 406 hommes pour 391 femmes, soit un taux de 50,94 % d'hommes, largement supérieur au taux départemental (48,51 %).
Les pyramides des âges de la commune et du département s'établissent comme suit.
| Hommes | Classe d’âge | Femmes |
| ------ | ------------ | ------ |
| 0,2    | 90 ou +      | 1,5    |
| 5,2    | 75-89 ans    | 11,0   |
| 23,4   | 60-74 ans    | 21,2   |
| 25,9   | 45-59 ans    | 24,8   |
| 14,0   | 30-44 ans    | 17,6   |
| 15,0   | 15-29 ans    | 10,2   |
| 16,3   | 0-14 ans     | 13,6   |

| Hommes | Classe d’âge | Femmes |
| ------ | ------------ | ------ |
| 0,6    | 90 ou +      | 1,8    |
| 6,7    | 75-89 ans    | 9,4    |
| 17,2   | 60-74 ans    | 18,1   |
| 19,8   | 45-59 ans    | 19,1   |
| 18,2   | 30-44 ans    | 17,5   |
| 19,4   | 15-29 ans    | 18     |
| 18,2   | 0-14 ans     | 16,2   |

### Enseignement
Dépendant de l'académie d'Amiens, une école primaire accueille les enfants de la commune. L'école comptait 90 élèves en 2013 mais seulement 50 en 2023.
À la rentrée scolaire 2023, les communes de Bourseville et Woignarue associent leurs écoles en regroupement pédagogique intercommunal. L'école « Arc-en-ciel » de Woignarue compte 35 élèves en petite et moyenne section et en CM1-CM2. À Bourseville, 50 élèves sont répartis en grande section-CP et en CE1-CE2. Chaque commune accueille donc deux classes.

## Économie
En 2024, la commune abrite une unité de fabrication de poignées de porte en laiton depuis 1989. Elle emploie une dizaine de salariés.

## Culture locale et patrimoine

### Lieux et monuments
- Église Sainte-Marie-Madeleine (XVIe siècle et XIXe siècle). Son arc triomphal a été construit en deux fois, au XVIe siècle et au XVIIe siècle. Elle doit être fermée en 2009, des fissures rendant sa fréquentation dangereuse. Les travaux de réparation sont entrepris en 2015[47].
- Anciens bâtiments industriels du XIXe siècle[48].
- Au cœur du cimetière, le monument aux morts de Woignarue comporte le nom des disparus de la Première Guerre mondiale mais aussi ceux des conflits qui ont suivi et, plus original, de la guerre franco-allemande de 1870[49].

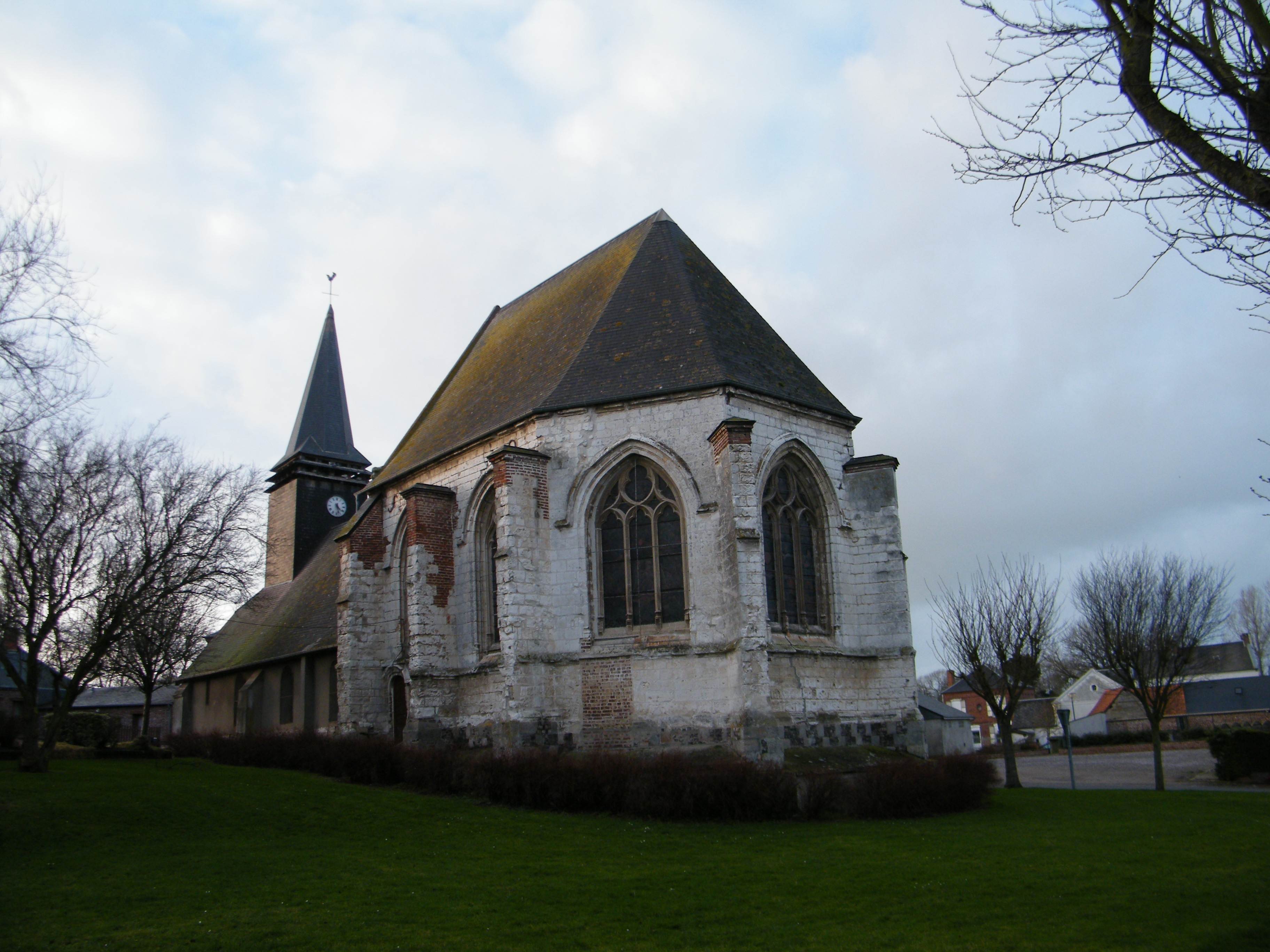
Église Sainte-Marie-Madeleine.
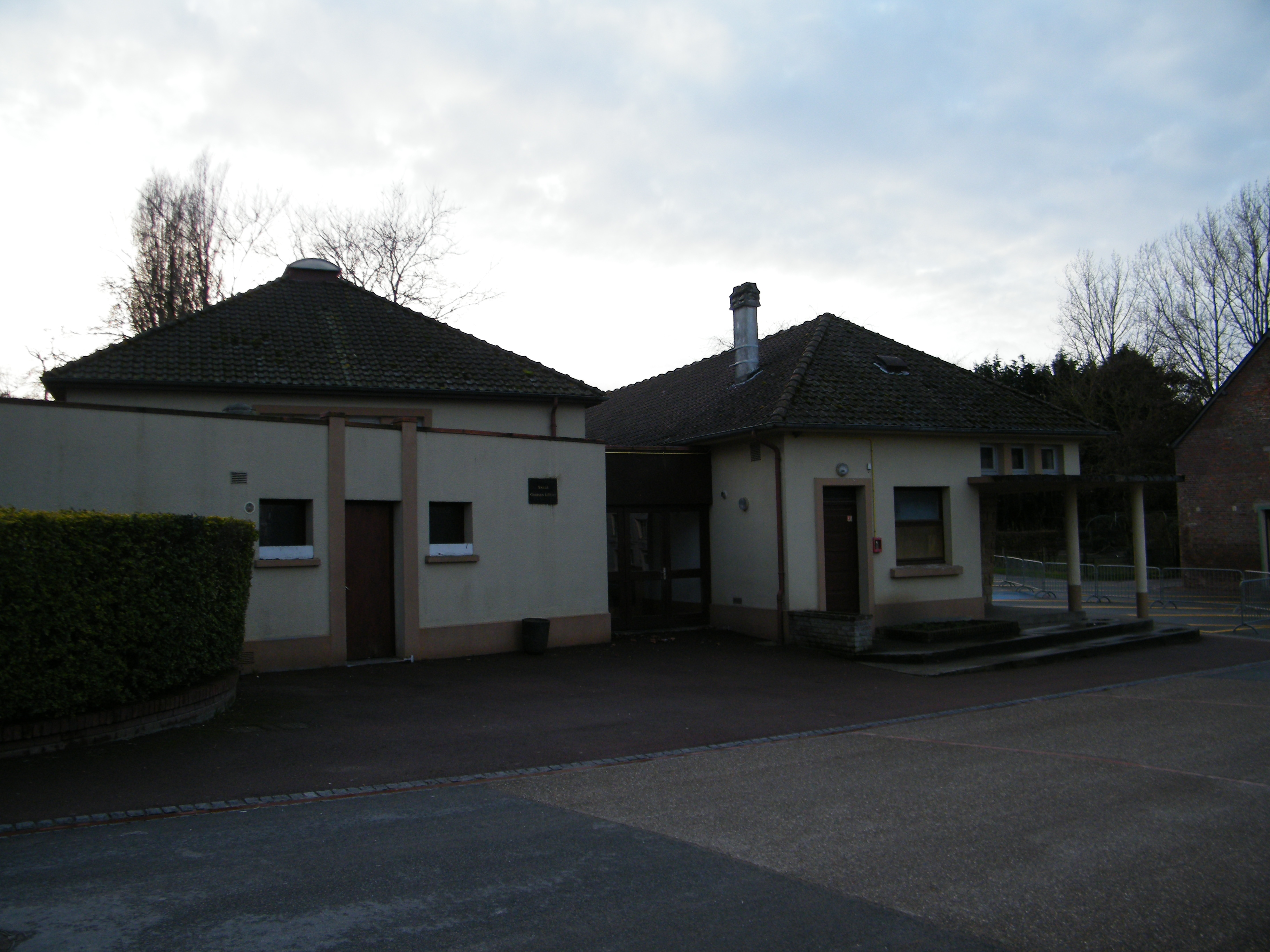
Salle communale.
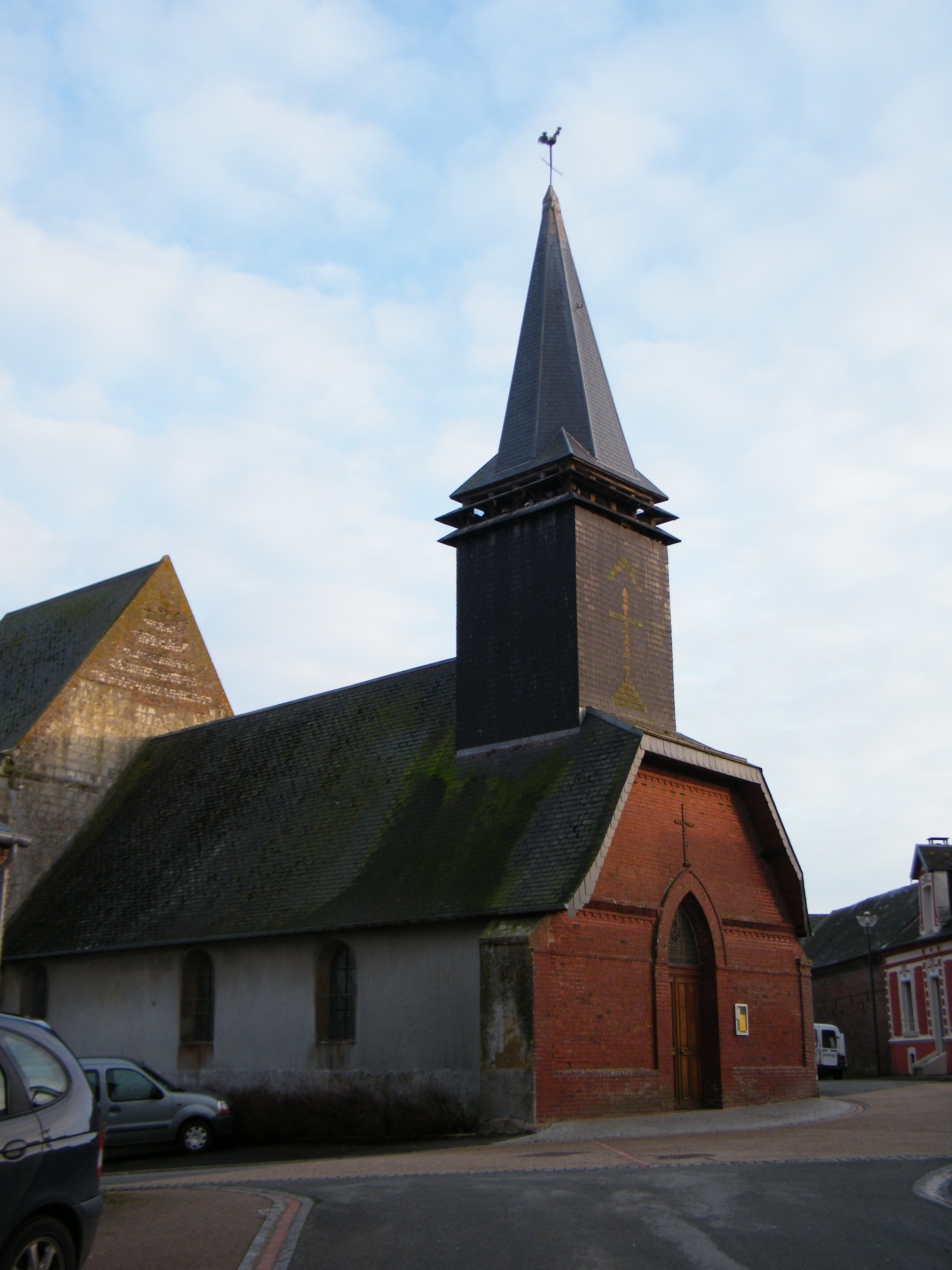
Autre vue de l'église.
Une des croix de tuf, typique du Vimeu

### Personnalités liées à la commune
- Charles Lecat (1898-1988), historien et conteur du Vimeu, originaire du village[27] ;
- Philippe Desloubières, sculpteur né en 1950, installé à Woignarue ;
- Marie-Paul Armand, écrivaine du terroir du Haut de France, morte en 2011 dans cette commune.

### Héraldique
| Blason de Woignarue | Blason  | Coupé : au 1er parti au I de sable à la bande d'argent chargée de trois mouchetures d'hermine de sable, au II d'argent à trois bandes de sable, au 2e d'argent à trois tourteaux de gueules ; sur le tout, d'argent à la bordure de gueules. |
| Blason de Woignarue | Détails | C'est une combinaison des blasons de deux familles de Woignarue au XVIIe siècle. C'est aussi le résultat des recherches de Charles Lecat, historien originaire du village. Adopté par la commune à la fin des années 1980.                   |